# Cross of the cross
Pour les articles homonymes, voir Cross.
Cross of the cross (十字架のろくにん, Jūjika no Rokunin, litt. Six personnes sous la croix) est une série shonen de mangas japonais écrite et illustrée par Shiryuu Nakatake. Elle est prépubliée dans le magazine  Bessatsu Shōnen Magazine de Kodansha de mars à octobre 2020 puis transférée sur l'application et le site web Magazine Pocket depuis novembre 2020. En France, la série est éditée chez Delcourt/Tonkam depuis janvier 2024.

## Synopsis
Shun Uruma, un élève de sixième année, est nommé « Le Cobaye A » par cinq de ses camarades, dirigés par le sadique Kyou Shigou, de classe et subit de graves brimades. Sa seule source de réconfort est son frère qui l'aime ainsi que ses parents qui le protégeaient. Cependant, cette tranquillité va être bouleversé où les cinq brutes décident de tuer sa famille. Lorsqu'il perd tout et se désespère, un sombre « souhait » naît en Shun; un désir de vengeance. Il est entraîné par son grand-père, qui a servi dans une unité secrète pendant la Seconde Guerre Mondiale. Quatre ans plus tard, il apparaît devant ses ennemis, les torturant et tuant chacun d'entre eux et décide d'affronter le chef de la bande en dernier. Ainsi, la chasse à l'homme commence.

## Personnages

### Principal
Shun Uruma (漆間 俊, Uruma Shun)
Un lycéen au grand cœur dont les parents ont été tués et le jeune frère hospitalisé qui a sombrer dans le coma par des brutes alors qu'il n'avait que 12 ans, ce qui l'a conduit sur le chemin de la vengeance contre ces cinq personnes. Shun Uruma a été malmené par cinq camarades de classe lorsqu'il était à l'école primaire. Les sévices ont été si horribles qu'ils ont laissé à Shun Uruma des cicatrices physiques et mentales. Malgré cela, il s'est juré de venger la mort de ses parents et le coma de son jeune frère sur les brutes qui lui ont rendu la vie horrible et pour y parvenir, son grand-père va l'entraîner. Il réussit à tuer quatre d'entre elles et prévoit d'abattre Kyou lui-même, mais le cerveau s'est fait de nouveaux alliés et s'avère être le chef d'une secte appelée le Club de la Révolution, ce qui choque Uruma.

Chizuru Azuma (東 千鶴, Azuma Chizuru)
Une lycéenne normale qui s'est impliquée dans la vie d'Uruma après qu'il l'a sauvée d'un violeur psychotique. Plus tard, elle a développé des sentiments pour Uruma et a été sauvée par lui à plusieurs reprises. Bien qu'elle connaisse le passé sombre et le secret de Shun, elle croit toujours en lui et souhaite le soutenir par tous les moyens nécessaires. De tous les personnages féminins principaux de la première partie, Azuma est la seule à avoir survécu.

### Secondaires

#### La famille d'Uruma
Noboru Uruma (おじいちゃん, Uruma Noboru)
Le grand père de Shun. Ancien vétéran de la seconde guerre mondiale, c'est lui qui entrainera son petit-fils pour qu'il puisse accomplir sa vengeance.
Kakeru Uruma (漆間 翔, Uruma Kakeru)
Frère cadet de Shun. Il a une personnalité joyeuse et un côté gentil, surtout quand il caresse des chats abandonnés. On dit qu'il se sentait à l'aise lorsque son frère était malmené. Après que le transfert de son frère Shun Uruma a été décidé, il se trouve dans une voiture avec ses parents et est victime d'un accident de la route provoqué par Kyou, qui le fait tomber dans le coma.
Mr. et Mme. Uruma
Les parents de Shun qui seront tués dans l'accident causé par la bande qui martyrisait ce dernier.

#### Meiseki High (明関高校Meiseki Kōkō)
Kaname Shirakawa (白川 要, Shirakawa Kaname)

Jun Shirakawa (白川 純, Shirakawa Jun)

Anna Sugisaki (杉崎 杏奈, Sugisaki Anna)

#### Département de la police métropolitaine
Zen'ichi Anzai (安西 全一, Anzai Zen'ichi)

Asako Oota (太田 朝子, Ōta Asako)

Mizuki Anzai (安西 瑞紀, Anzai Mizuki)

#### Juujika-san (十字架さん)
Kougo Kitami (北見 高梧, Kitami Kōgo)
Mimi Kawana (川奈 美々, Kawana Mimi)

### Antagonistes
Kyou Shigoku (至極 京, Shigoku Kyou)

#### Les sbires de Kyou
Daichi Kuga (久我 大地, Kuga Daichi)

Hiro Madoka (円 比呂, Madoka Hiro)

Yuuga Ushiro (右代 悠牙, Ushiro Yūga)

Katsumi Senkouji (千光寺 克美, Senkōji Katsumi)

## Manga
Cross of the cross a commencé sa sérialisation dans le magazine mensuel de mangas shōnen de Kodansha , Bessatsu Shōnen Magazine à partir du 9 mars 2020.
Le manga a été publié en série dans le magazine jusqu'au 9 octobre de la même année et a ensuite été transféré sur la plateforme en ligne Magazine Pocket de l'éditeur à partir du 5 novembre,.
Le premier tome sort officiellement le 7 août 2020. Au 8 janvier 2025, 19 volumes ont été publiés.
En France, le manga est édité chez Delcourt/Tonkam depuis le 3 janvier 2024 ,.

### Liste des volumes
| no | Original         | Original          | Français          | Français          |
| no | Date de sortie   | ISBN              | Date de sortie    | ISBN              |
| -- | ---------------- | ----------------- | ----------------- | ----------------- |
| 1  | 7 août 2020      | 978-4-06-520122-0 | 3 janvier 2024    | 978-2-41-304987-6 |
| 2  | 9 février 2021   | 978-4-06-522028-3 | 28 février 2024   | 978-2-41-304988-3 |
| 3  | 7 mai 2021       | 978-4-06-523158-6 | 28 août 2024      | 978-2-41-304989-0 |
| 4  | 9 septembre 2021 | 978-4-06-524824-9 | 19 février 2025   | 978-2-41-304990-6 |
| 5  | 9 décembre 2021  | 978-4-06-526271-9 | 17 septembre 2025 | 978-2-41-304991-3 |
| 6  | 9 mars 2022      | 978-4-06-527263-3 |                   |                   |
| 7  | 9 juin 2022      | 978-4-06-528166-6 |                   |                   |
| 8  | 9 septembre 2022 | 978-4-06-529089-7 |                   |                   |
| 9  | 9 décembre 2022  | 978-4-06-529950-0 |                   |                   |
| 10 | 9 mars 2023      | 978-4-06-530914-8 |                   |                   |
| 11 | 8 juin 2023      | 978-4-06-531872-0 |                   |                   |
| 12 | 8 août 2023      | 978-4-06-532594-0 |                   |                   |
| 13 | 6 octobre 2023   | 978-4-06-533144-6 |                   |                   |
| 14 | 7 décembre 2023  | 978-4-06-533883-4 |                   |                   |
| 15 | 9 mai 2024       | 978-4-06-534546-7 |                   |                   |
| 16 | 9 juillet 2024   | 978-4-06-536118-4 |                   |                   |
| 17 | 9 septembre 2024 | 978-4-06-536754-4 |                   |                   |
| 18 | 8 novembre 2024  | 978-4-06-537422-1 |                   |                   |
| 19 | 8 janvier 2025   | 978-4-06-538051-2 |                   |                   |
| 20 | 9 avril 2025     | 978-4-06-538982-9 |                   |                   |
| 21 | 9 juillet 2025   | 978-4-06-539996-5 |                   |                   |

## Réception
En mars 2022, le manga comptait plus d'un million d'exemplaires en circulation, et plus de 3,5 millions d'exemplaires en circulation en mai 2024,.
Manga Sanctuary a qualifié le premier volume du manga « d'excitant et d'excellent avec une quête de vengeance similaire au personnage de Dexter Morgan, affirmant que le manga est captivant du début à la fin et carrément sombre par moments".
AnimeClick.it a estimé que le manga est extrême et sanglant et similaire à Dexter avec la brutalité de Saw et Hostel. Il a également déclaré que « son histoire est pleine de moments dérangeants et choquants, follement étranges et clairement divertissants », ils décrivent le style de conception du manga comme « agressif » et ajoutant que « les émotions des personnages sont souvent déformées avec des antagonistes qui semblent être l'incarnation idéalisée du mal pur et un protagoniste qui est brutalement violent et cherche à se venger» .

### Popularité
Cross of the cross est devenu populaire pour ses thèmes tournant autour de l'intimidation et de la vengeance bien que la série avait eu du mal à se mettre en valeur lors de sa première publication en série dans le magazine Bessatsu Shōnen en mars 2020.
Le manga a été annulé dans le numéro de novembre du magazine de la même année en raison des faibles ventes du premier volume. Plus tard, le manga a été transféré sur la plateforme en ligne Magazine Pocket et le manga est rapidement devenu l'un des mangas les plus populaires de l'application. Sa nouvelle popularité est telle qu'elle a conduit à la réimpression des trois premiers volumes,.
En mars 2021, le manga a été lu plus de 13 millions de fois sur l'application Magazine Pocket « Magapoke ».
En juin 2021, en raison de la popularité de la version numérique, les ventes en volume étaient 6,6 fois supérieures aux ventes papier,.

### Manga

#### Édition japonaise
1. ↑  (ja) « 十字架のろくにん（１） », sur Kodansha (consulté le 4 février 2025)
2. ↑  (ja) « 十字架のろくにん（２） », sur Kodansha (consulté le 4 février 2025)
3. ↑  (ja) « 十字架のろくにん（３） », sur Kodansha (consulté le 4 février 2025)
4. ↑  (ja) « 十字架のろくにん（４） », sur Kodansha (consulté le 4 février 2025)
5. ↑  (ja) « 十字架のろくにん（５） », sur Kodansha (consulté le 4 février 2025)
6. ↑  (ja) « 十字架のろくにん（６） », sur Kodansha (consulté le 4 février 2025)
7. ↑  (ja) « 十字架のろくにん（７） », sur Kodansha (consulté le 4 février 2025)
8. ↑  (ja) « 十字架のろくにん（８） », sur Kodansha (consulté le 4 février 2025)
9. ↑  (ja) « 十字架のろくにん（９） », sur Kodansha (consulté le 4 février 2025)
10. ↑  (ja) « 十字架のろくにん（１０） », sur Kodansha (consulté le 4 février 2025)
11. ↑  (ja) « 十字架のろくにん（１１） », sur Kodansha (consulté le 4 février 2025)
12. ↑  (ja) « 十字架のろくにん（１２） », sur Kodansha (consulté le 4 février 2025)
13. ↑  (ja) « 十字架のろくにん（１３） », sur Kodansha (consulté le 4 février 2025)
14. ↑  (ja) « 十字架のろくにん（１４） », sur Kodansha (consulté le 4 février 2025)
15. ↑  (ja) « 十字架のろくにん（１５） », sur Kodansha (consulté le 4 février 2025)
16. ↑  (ja) « 十字架のろくにん（１６） », sur Kodansha (consulté le 4 février 2025)
17. ↑  (ja) « 十字架のろくにん（１７） », sur Kodansha (consulté le 4 février 2025)
18. ↑  (ja) « 十字架のろくにん（１８） », sur Kodansha (consulté le 4 février 2025)
19. ↑  (ja) « 十字架のろくにん（１９） », sur Kodansha (consulté le 4 février 2025)
20. ↑  (ja) « 十字架のろくにん（２０） », sur Kodansha (consulté le 4 février 2025)
21. ↑  (ja) « 十字架のろくにん（２１） », sur Kodansha (consulté le 4 février 2025)

#### Édition française
1. ↑  « Cross of the cross T01 », sur Delcourt/Tonkam (consulté le 4 février 2025)
2. ↑  « Cross of the cross T02 », sur Delcourt/Tonkam (consulté le 4 février 2025)
3. ↑  « Cross of the cross T03 », sur Delcourt/Tonkam (consulté le 4 février 2025)
4. ↑  « Cross of the cross T04 », sur Delcourt/Tonkam (consulté le 4 février 2025)
5. ↑  « Cross of the cross T05 », sur Delcourt/Tonkam (consulté le 4 février 2025)